# میدلوتیان
میدلوتیان (به انگلیسی: Midlothian) یک سکونتگاه مسکونی در بریتانیا است که در اسکاتلند واقع شده‌است.